# Artabotrys hainanensis
Artabotrys hainanensis R.E.Fr. – gatunek rośliny z rodziny flaszowcowatych (Annonaceae Juss.). Występuje endemicznie w południowo-zachodnich Chinach, w prowincji Hajnan. 

## Morfologia
PokrójZimozielony krzew o pnących pędach. Dorasta do 4 m wysokości.
LiścieMają kształt od podłużnego do podłużnie eliptycznego. Mierzą 13–17 cm długości oraz 5–6 cm szerokości. Są owłosione od spodu. Nasada liścia jest od zaokrąglonej do klinowej. Wierzchołek jest ostry lub spiczasty. Ogonek liściowy jest owłosiony i dorasta do 4–8 mm długości.
KwiatySą pojedyncze. Działki kielicha mają owalny kształt i dorastają do 4–5 mm długości, są mniej lub bardziej owłosione. Płatki mają lancetowaty kształt i żółtobiaławą barwę, osiągają do 20 mm długości. Kwiaty mają 15 słupków.
OwoceTworzą owoc zbiorowy. Mają elipsoidalny kształt. Osiągają 2,5 cm długości oraz 1–1,5 cm średnicy.

## Biologia i ekologia
Rośnie w gęstych lasach. Występuje na wysokości do 500 m n.p.m. Kwitnie od maja do lipca, natomiast owoce pojawiają się od lipca do października.